# Alchemilla beyazoglui
Alchemilla beyazoglui är en rosväxtart som beskrevs av Kalheber. Alchemilla beyazoglui ingår i släktet daggkåpor, och familjen rosväxter. Inga underarter finns listade i Catalogue of Life.